# Міжнародний трибунал щодо Руанди
Міжнародний трибунал щодо Руанди (МТР) — допоміжний орган Організації Об'єднаних Націй, заснований для судового переслідування осіб, відповідальних за геноцид, вчинений на території Руанди, або ж злочини, вчинені громадянами Руанди, але на території сусідніх країн, у період з 1 січня 1994 року по 31 грудня 1994 року.
Міжнародний Трибунал щодо Руанди є першим в історії міжнародних трибуналів справою для винесення вироків щодо геноциду, і першим інтерпретує визначення геноциду, викладених в Женевських конвенціях 1949 року. Він також є першим міжнародним трибуналом для інтерпретації поняття «зґвалтування» в міжнародному кримінальному праві і визначення зґвалтування як засобу вчинення геноциду.
Відповідно до резолюції Ради Безпеки № 977 від 22 лютого 1995 (S / RES / 977 (1995)) Трибунал розташовується в місті Аруша (Об'єднана Республіка Танзанія) і має офіси в Кігалі, Руанда. Його апеляційна палата знаходиться в Гаазі, Нідерланди.

## МТР заснований на основі наступних резолюцій Ради Безпеки ООН
1. Резолюція Ради Безпеки № 955 від 8 листопада 1994 (S / RES / 955 (1994)
2. Резолюція Ради Безпеки № 978 від 27 лютого 1995 (S / RES / 978 (1995))
3. Резолюція Ради Безпеки № 1165 від 30 квітня 1998 (S / RES / 1165 (1998))

При цьому МТР покликаний не тільки переслідувати винних в актах геноциду, а й сприяти примиренню і відновленню справедливості і законності в Руанді.
Міжнародний трибунал складається з наступних органів:
а) Палати, які складається з трьох Судових палат і Апеляційної палати;
б) Обвинувача;
в) Секретаріату.
З моменту відкриття в 1995 році трибунал виніс обвинувальні висновки щодо 93 осіб, яких вважав відповідальними за серйозні порушення міжнародного гуманітарного права, вчиненого в Руанді в 1994 році. До обвинувачених зараховують високопоставлених військових та урядовців, політиків, бізнесменів, а також членів релігійних груп, поліцію і керівників ЗМІ. МТР відіграв провідну роль у створенні надійної системи міжнародної кримінальної юстиції. Вона виробляє значну судову практику щодо геноциду, злочинів проти людяності, воєнних злочинів, а також форм індивідуальної відповідальності і відповідальності керівника за злочин.

## Вироки
Зокрема, винесений довічний вирок колишньому прем'єр-міністру Жану Камбанда за злочини проти людства. Серед доведених випадків було заохочення людиноненависницької пропаганди радіостанцією RTLM, яка закликала знищувати громадян народності тутсі.
У грудні 1999 року засуджений до довічного ув'язнення Джордж Рутаганде, який у 1994 році очолював загони «Інтерахамве» («молодіжного крила» правлячої тоді Партії «Республіканський національний рух за розвиток демократії»).
1 вересня 2003 розглядалася справа Еммануеля Ндіндабахізі (Emmanuel Ndindabhizi), колишнього міністра фінансів Руанди (1994 рік). За даними поліції він причетний до масового знищення людей в префектурі Кібуйе. Е. Ндіндабахізі особисто віддавав накази вбивати, роздавав зброю добровольцям з народності хуту і був присутній під час нападів і побиттів. За даними свідків він заявляв: «Чимало тутсі проходять тут, чому ви їх не вбиваєте?», «Ви вбиваєте жінок-тутсі, які одружені з хуту? … Ідіть і убийте їх. Вони можуть вас отруїти».
Єдиним європейцем, якого засудив суд, став бельгієць Жорж Руджі.
18 грудня 2008 Міжнародний трибунал з Руанди засудив до довічного ув'язнення колишнього полковника руандійської армії Теонесте Багосору за розв'язання геноциду, а також за організацію ополчення «Інтерахамве».
Станом на 2009 рік трибунал завершив 50 судових процесів і засудив 29 обвинувачених, ще 11 процесів тривали, а 14 осіб очікували суду під вартою; але прокурор мав намір передати 5 осіб до національної юрисдикції для судового розгляду. 13 інших все ще перебували на волі, деякі з них вважалися мертвими. Перший судовий процес над Жаном-Полем Акаєсу розпочався у 1997 році. Жан Камбанда, тимчасовий прем'єр-міністр, визнав себе винним.
17 травня 2011 колишній генерал збройних сил Руанди Огюстен Бізімунгу, був засуджений до 30 років в'язниці за участь у геноциді. Свою провину не визнав.
20 грудня 2012 Міжнародний трибунал по Руанді засудив колишнього руандійського міністра планування Огюстена Нгірабатваре (Augustin Ngirabatware) до 35 років в'язниці за звинуваченням у геноциді проти народності тутсі.

## Критика
Роль міжнародного трибуналу оцінюється в Руанді неоднозначно, оскільки судові розгляди в ньому дуже тривалі, а як міра покарання не може бути обрана страта. Для судів над особами, які не потрапили в сферу юрисдикції трибуналу, що розглядає справи лише головних організаторів геноциду, в країні створена система місцевих судів, що ухвалила не менше 100 смертних вироків.